# Miss Ceará 2008
Miss Ceará 2008 foi a 46ª edição do tradicional concurso de beleza que elege a melhor candidata cearense para que esta represente seu estado e cultura no Miss Brasil. O evento foi coordenado pela Agência Book, comandada por Jorlene Cordeiro. Novamente o concurso atingiu bons índices de números de candidatas participantes e quase bateu seu recorde de 23 candidatas, porém apenas 15 participaram. A vencedora desta competição foi Vanessa Vidal, coroada por sua antecessora, Raphaella Benevides.

## Resultados

### Colocações
| Colocação  | Candidata                           |
| Miss Ceará | - Clube dos Diários - Vanessa Vidal |
| 2º. Lugar  | - Amontada - Leyla Nobre            |
| 3º. Lugar  | - Santa Quitéria - Bruna Ramos      |
| 4º. Lugar  | - Quixeramobim - Líllyan Di Carly   |
| 5º. Lugar  | - Aldeota - Nadja Melo              |

## Candidatas
| - Aldeota - Nadja Melo - Amontada - Leyla Nobre - Aracati - Natália Barreto - Bairro de Meireles - Kelly da Rocha - Barbalha - Ivina Prince - Bela Cruz - Carla Thias - Cariri - Niara Meireles - Clube dos Diários - Vanessa Lima Vidal | - Ipueiras - Adrissa Veips - Jaguaribe - Karenina Diógenes - Juazeiro do Norte - Raabe Feitosa - Mombaça - Paola Benevides - Maracanaú - Alana Patrícia - Quixeramobim - Líllyan Di Carly - Santa Quitéria - Bruna Ramos |